# Águilas
Águilas is een gemeente in de Spaanse provincie en regio Murcia met een oppervlakte van 252 km². Águilas telt 34.706 inwoners (1 januari 2016).

## Erfgoed

### Kasteel van Sint Johannes van Águilas

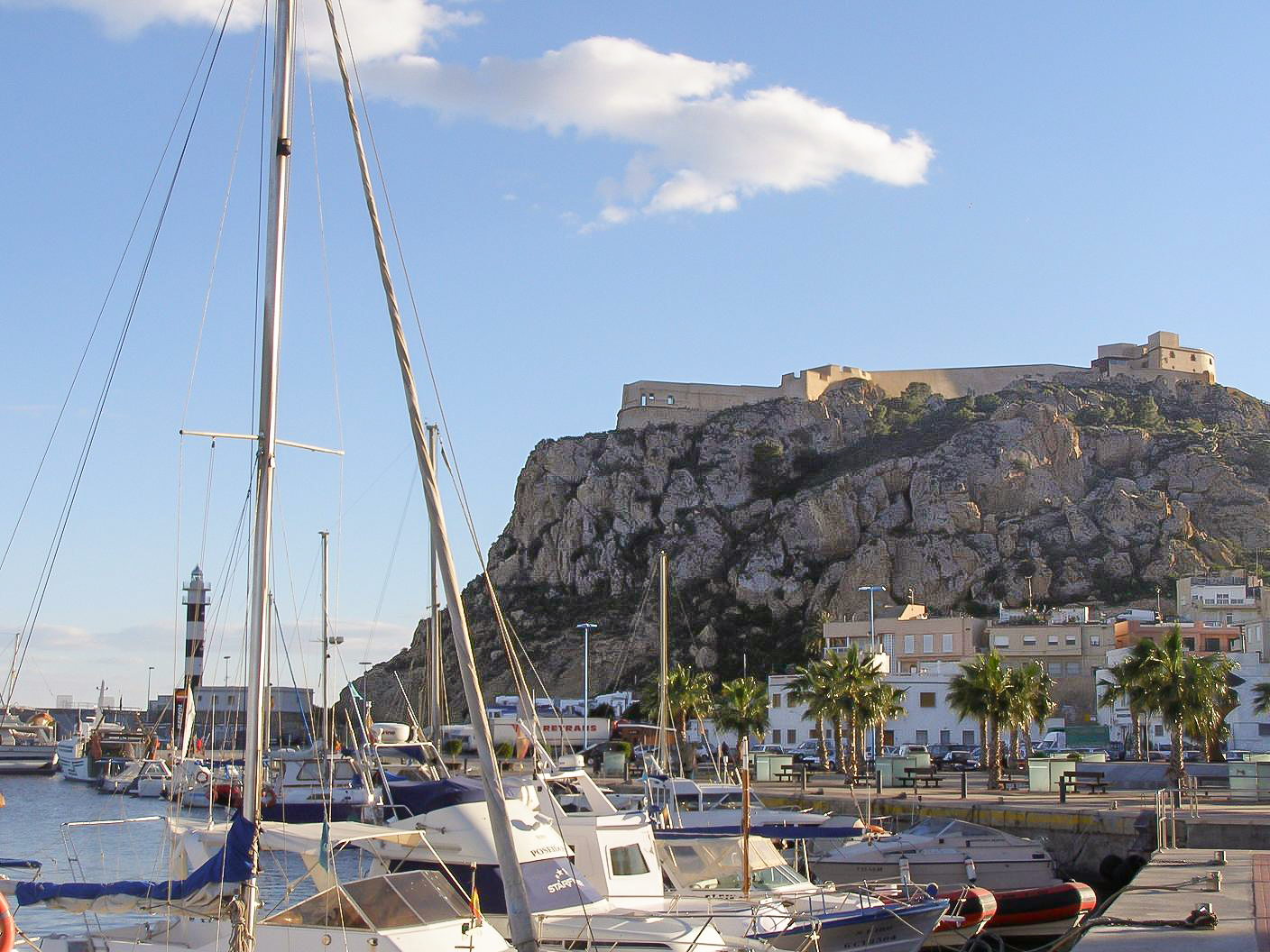
Het kasteel gezien vanaf de plezier haven

Het Kasteel van Sint Johannes van Águilas is veruit het belangrijkste gebouw van de gemeente. Het diende als verdediging tegen aanvallen van de Barbarijse zeerovers vanuit de Middellandse Zee en diende op deze manier de gemeente Águilas en de nabij gelegen stad Lorca beschermen. Tijdens het jaar 1579 werd eerst een toren gebouwd, die in tijdens het jaar 1759 uitgroeide tot een kasteel.

### Toren van de Kaap van Cope

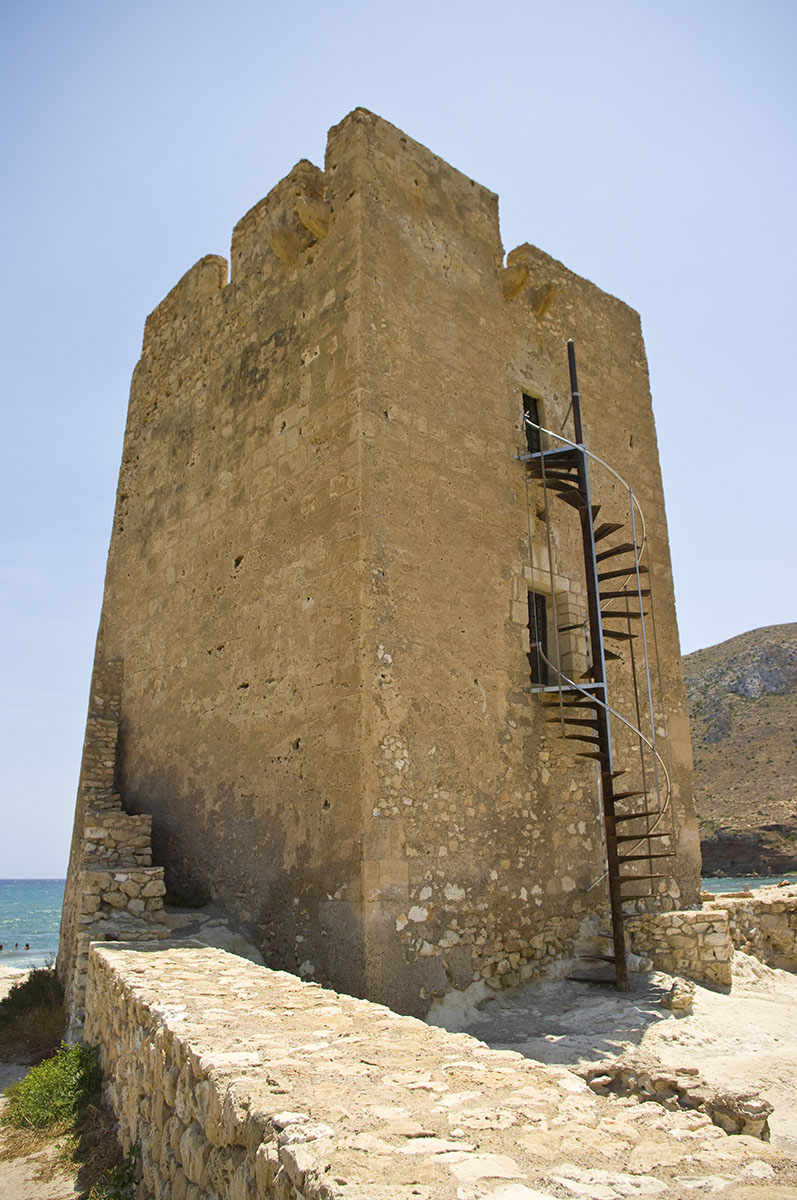
Toren van Cope

Op de plaats van het Kasteel stond vroeger de toren van Sint Johannes en diende samen met de Toren van Cope als verdediging tegen aanvallen van de Barbarijse zeerovers vanuit de Middellandse Zee en diende op deze manier de gemeente Águilas en de nabij gelegen stad Lorca beschermen. De toren werd tussen 1539 en 1574 gebouwd op een kaap met als naam Cope.

## Demografische ontwikkeling
Bron: INE; 1857-2011: volkstellingen
Abanilla · Abarán · Águilas · Albudeite · Alcantarilla · Aledo · Alguazas · Alhama de Murcia · Archena · Beniel · Blanca · Bullas · Calasparra · Campos del Río · Caravaca de la Cruz · Cartagena · Cehegín · Ceutí · Cieza · Fortuna · Fuente Álamo de Murcia · Jumilla · La Unión · Las Torres de Cotillas · Librilla · Lorca · Lorquí · Los Alcázares · Mazarrón · Molina de Segura · Moratalla · Mula · Murcia · Ojós · Pliego · Puerto Lumbreras · Ricote · San Javier · San Pedro del Pinatar · Santomera · Torre-Pacheco · Totana · Ulea · Villanueva del Río Segura · Yecla